# Équipe des îles Cook féminine de rugby à XIII
L'équipe des îles Cook féminine de rugby à XIII , surnommée les « Cook Islands Moana », est l'équipe qui représente les îles Cook dans les principales compétitions internationales du rugby à XIII. 
Au début des années 2020, elle est composée essentiellement de joueuses évoluant dans les championnats australiens, néo-zélandais et cookien. 
Elle participe à la Coupe du monde pour la première fois en 2003.
En 2022, elle occupe la douzième place du « IRL World Ranking  » (classement international des équipes féminines nationales) .

## Histoire
L'équipe dispute son premier test-match le 28 septembre 2003 et perd conte la Nouvelle-Zélande sur le score de 0-68.

## Personnalités et joueuses notables
La joueuse Kerehitina Matua est remarquée par le quotidien anglais «The Yorshire Evening post» pour sa prestation lors de la coupe du monde de 2021.

## Vidéographie
Meilleurs moments de la rencontre Australie-Îles Cook lors de la coupe du monde 2017